# Cerodirphia ockendeni
Cerodirphia ockendeni är en fjärilsart som beskrevs av Lemaire. Cerodirphia ockendeni ingår i släktet Cerodirphia och familjen påfågelsspinnare. Inga underarter finns listade i Catalogue of Life.